# Tras las huellas de Lucero
Tras las huellas de Lucero, también conocido como Cholito tras las huellas de Lucero, es un cuento infantil peruano escrito por el autor ancashino Óscar Colchado Lucio. Es el primer libro de la saga Las aventuras de Cholito. Se publicó por primera vez en 1980 por Ediciones Isla Blanca en Chimbote. La historia se basa en la experiencia que Cholito atraviesa al criar a su mascota Lucero. La obra ha sido reeditada por Lanzón Editores (2002) —en esta segunda edición el título de la obra cambio a Cholito tras las huellas de Lucero— y Santillana (2005).
El libro obtuvo una Mención Honrosa en el Premio Casa de las Américas en 1990.

## Argumento
La obra se divide en 22 capítulos y narra la historia que el protagonista perdió a su venado, llamada Lucero. Esto sucedió después de que algunos hombres desconocidos llegaron a la fiesta del rodeo. Mientras Cholito realizaba su búsqueda para encontrarla, un anciano con mucha afición por el oro lo tomó como prisionero dentro de una mina, junto con otros muchachos. Trabajó como esclavo hasta que llegó un día que lograron escapar de ese lugar. La madre muy angustiada esperaba volver a encontrarlo. Después de muchas travesías, Cholito logró encontrar a su venado y pudo volver a casa. 

## Recepción
En la comunidad virtual de lectores Goodreads, ha obtenido una puntuación de 3,85 sobre 5 basada en 48 evaluaciones.